# 景浦大輔
景浦大輔（日语：／ Kageura Daisuke，1981年5月11日—），日本男性配音員。出身於千葉縣。身高180cm。

## 人物簡介
舊藝名佐佐木大輔（佐々木 大輔／ささき だいすけ）。人文控股學院畢業後，進入經紀公司Toritorio Office（後來合併改名POWER RISE）。

## 演出作品

### 電視動畫
2004年
- Legend of DUO（日语：Legend of DUO）（貴族之夫／村人）

2005年
- 韋駄天翔（隊員、手下、男子）
- 魔法少年賈修（布薩萊伊、攝影師）

2006年
- 飛輪少年（A·T騎士、No.22）
- 甲虫王者 森林居民的傳說（黑）
- 彩雲國物語（兇手、醫生）
- 雙面騎士 ～Le Chevalier D'Eon～（御者兄、尼柯萊 等）
- 數碼寶貝拯救隊（執事、工作人員）
- 妖逆門（式神、麒麟）
- 暮蟬悲鳴時（公由的兒子）
- 狗狗向前衝（社長、塞特犬 等）

2007年
- 鋼鐵神吉克（廣播、所員A 等）
- 彩雲國物語 第2期（兇手、醫生）
- 棋靈少女（獎勵會員A、鑑識課員、獎勵會員、記者A、記錄人員）
- 逮捕令 全速前進（黃金屋主人）
- 暮蟬悲鳴時解（山狗、閣僚、村民、室長）

2008年
- 天月（日语：あまつき）（主人）
- 吸血鬼騎士 Guilty（警備男子）
- 銀魂（馬斯卡克、旁白）
- 地獄少女 三鼎（管理人）
- 純情羅曼史（老爹、院長）
- Mission-E（幹部、男、警備員、役員）

2009年
- 銀魂（雲海）
- 地獄少女 三鼎（篠原兔的父親）
- FAIRY TAIL（若葉峰、史納爾、魔法屋店主）

2010年
- 銀魂（流浪貓B）
- 笨蛋，測驗，召喚獸（長谷川老師、學生A）
- 爆丸2 大爆破（韋加）
- FAIRY TAIL（華倫·拉柯、曼）

2011年
- 銀魂'（混混A、囚犯B、蓮蓬B）
- 笨蛋，測驗，召喚獸2！（長谷川老師）
- FAIRY TAIL（約馬茲）

2012年
- 少女與戰車（學園艦教育局官員）
- 銀魂'（混混）

2013年
- 銀魂'（士兵C）
- 八犬傳 -東方八犬異聞-（賢人）
- 八犬傳 -東方八犬異聞- 第二期（十二賢者）

2014年
- 月刊少女野崎同學（青木老師）
- HAMATORA -超能偵探社-（魔王）

2015年
- 境界的輪迴（雷電老爹）

2017年
- Dies irae（高官A、學生B、刑警A）

2018年
- Dies irae To the ring reincarnation（士兵、骸骨兵）

2020年
- 八男？別鬧了！（謎之冒險者）

### OVA
2006年
- 舞-乙HiME Zwei（雷姆斯艦長）

2008年
- GUNSLINGER GIRL -IL TEATRINO- OVA（五共和國派男子）

### 電影動畫
2011年
- 心之國的艾麗斯 ～Wonderful Wonder World～（日语：ハートの国のアリス 〜Wonderful Wonder World〜）

2012年
2015年
- 少女與戰車 劇場版（官員）

### 網路動畫
2007年
- 優しさと感動のこだま（日语：優しさと感動のこだま）

2008年
- （茶店老爹、村民2、導演）

### 遊戲
2005年
- 反亂獵人X（史托姆·伊葛里德）
- 押忍！戰鬥！應援團（一本木龍太）

2006年
- 洛克人洛克人（布魯斯）

2007年
- 月光嘉年華（馬坎東尼歐）
- 燃燒！熱血韻律魂 押忍！戰鬥！應援團2（一本木龍太）

2010年
- 阿爾法IV（日语：コトブキソリューション）（ ·T·）
- 盡頭的騎士 -Verse of Galaxy Abyss-（日语：コトブキソリューション）（勞德）

2011年
- 貴族少女的使命！（日语：ノーブルリージュ!）（巴爾巴德斯）

2012年
- PROJECT X ZONE（雙角凱怪、猎杀者α（日语：ハンター (バイオハザードシリーズ)）、暗黑史托克）

2014年
- 阿爾法起源2（弗里德赫姆帝[3]）
- 雷法路西亞之幻影（麥葛瑞克[4]）
- Fate/hollow ataraxia

2015年
- STELLA GLOW（日语：STELLA GLOW）（卡亞吉）
- Revenant's Dogma（弗萊昂[5]）

2016年
- Silverio Vendetta 銀狼逆襲 -Verse of Orpheus-（艾伯特·洛狄昂[6]）

2017年
- 問答RPG 魔法使與黑貓維茲（リーブ·エクレール）
- 櫻花法庭 斬（日语：桜花裁き）（甘樂畑兵衛[7]）
- 千之刃濤、桃花染之皇姬

2018年
- 乙女劍武藏（澤庵和尚[8]）
- 少女與戰車 戰車夢幻大會戰
- 絕體絕命都市4 Plus -夏日回憶-（武田正人）

2020年
- 洛克人X DiVE（日语：ロックマンX DiVE）（布魯斯[9]）[注 1]

### 廣播劇CD
- 天月（日语：あまつき）（蕎麥屋老爹）
- 鬼武者
- 拇指羅曼史（日语：親指からロマンス）（男學生）
- 神明的手腕中（男學生）
- Sound Drama Fate/EXTRA 第二章「強者弱者」（亞伯沃克）
- DRUG-ON
- 笨蛋，測驗，召喚獸（西村宗一〈鐵人〉）
- 金屬之光
- 妄想少女御宅系
- 廣播之國的艾麗斯
- 少女與戰車

### 外語配音
※除了表格的作品之外，依英文名稱及英文原名排序。

#### 電影／電視影集
| 作品年份 | 作品名稱           | 配演角色      | 演員          | 媒介    |
| -------- | ------------------ | ------------- | ------------- | ------- |
| 2004     | 德雷克與喬希       | －            | －            | DVD版本 |
| 2005     | 龍族戰神：死神制裁 | 泰納          | 戴夫·巴茲     | DVD版本 |
| 2006     | 伴郎卡好           | 迪茲          | 馬修·里沃德   | DVD版本 |
| 2007     | 科爾特旅館         | －            | －            | DVD版本 |
| 2008     | 靈魂歌手           | 丹尼·愛潑斯坦 | 肖恩·海斯     | DVD版本 |
| 2016     | 中央情爆員         | 巴布·史東     | 巨石強森      | BD版本  |
| 2018     | 深海越獄           | 羅德          | 艾爾·斯帕恩扎 | DVD版本 |

### 角子機
- 角子機烈火之炎 Flame of Recca（2018年，石島土門[10]）

### 活動
- 少女與戰車 第2次熱誠的戰車嘉年華（2016年8月28日，橫濱國際平和會議場國立大廳）[11]
- 「海之月間」活動 艦艇公開in大洗（2017年7月8日，大洗港（日语：大洗港））－護衛艦朝雪（日语：あさゆき (護衛艦)）1日艦長（與竹內仁美）

## 腳註

## 外部連結
- POWER RISE公式官網的聲優簡介 （页面存档备份，存于） （日語）